# Arad és Vidéke
Az Arad és Vidéke című politikai, nemzetgazdasági és szépirodalmi napilap 1880. december 2. és  1922 között jelent meg.  A polgári liberalizmus talaján álló lapot tartalma és terjedelme alapján Erdély legjobb lapjai között tartják számon.

## Története
A lapnak indulásakor 574 előfizetője volt, és számuk alig négy hónap alatt 793-ra emelkedett. Kezdetben hétköznaponként 4, vasárnaponként 8 oldalas volt, a 20. század elején hétköznap 12–14 oldalon, vasárnap 26 oldalon jelent meg. 1909-ben büszkén hirdette magáról, hogy „...Az Arad és Vidéke a legelső az országban a vidéken, mely a villamos motorerőt használja fel gépeinél.” A 20. század első évtizedének végén a fejléc szerint állandó képviselője volt New Yorkban.

## Munkatársai
Az induláskor felelős szerkesztője Szudy Elemér, a 20. század elején Schröder Béla volt; 1915 márciusától Sugár Jenő, 1918 novemberétől ismét Szudy Elemér. Jeles munkatársai voltak a lapnak, köztük Somogyi Gyula irodalomtörténész, Szöllősi Zsigmond jogász, Zsigmond Miklós újságíró, lapszerkesztő.